# ロックマンエグゼ アドバンスドコレクション
『ロックマンエグゼ アドバンスドコレクション』（Megaman Battle Network Legacy Collection）は、2023年4月14日にカプコンより発売のロックマンエグゼシリーズの『バトルネットワーク ロックマンエグゼ』から『バトルネットワーク ロックマンエグゼ3』までを収録したオムニバスソフト。『ロックマンエグゼ4』から『ロックマンエグゼ6』までを収録した『ロックマンエグゼ アドバンスドコレクション Vol.2』（Megaman Battle Network Legacy Collection Vol.2）についても解説する。

## 概要
2022年6月28日配信の任天堂のWeb番組「Nintendo Direct mini ソフトメーカーラインナップ 2022.6.28」内で発表された。
ロックマンシリーズとしてのコレクションとしては『ロックマン ゼロ&ゼクス ダブルヒーローコレクション』から5作目、エグゼとしては今作が初となる。
メニュー画面はPET画面を再現しており、新規書下ろしの3Dモデルのロックマン（声 - 木村亜希子）が新規録音した音声で収録作を解説したり、リアクションを見せてくれる。
対戦やトレードがオンライン通信で全世界のプレイヤーと遊べる他、Switchのみローカル通信で近くのプレイヤーと遊ぶことができる。なお、他機種とのクロスプレイは非対応となっている。また、対戦では一部のチップの性能が調整されるなどでゲームバランスが調整されている（1人プレイでは変更なし）。
過去の次世代ワールドホビーフェアなどのイベントに配布された限定チップは、最初から全て収録されており、エグゼ1、エグゼ4～6ではWii U版バーチャルコンソール版には限定チップが収録されていなかったため、移植版としては本作で初収録となっている。その代わり、別バージョン限定のチップ、通信機能で条件を満たさないと出現しないチップは、原作と同じようにトレードなどを利用しないと、入手できなくなった（エグゼ1を除いたWii U版バーチャルコンソール版では、「つうしん」を選ぶと全て入手できた）。
エグゼ4～6にあった周辺機器のカードeリーダー+を使用した改造カードは対応しており、ロックマンの性能を強化する「強化カード」以外に、エグゼ4のみキャラクターのイラストを閲覧できる「キャラクターカード」、エグゼ5と6にはバトルチップやゼニーなどのアイテムが貰える「アイテムカード」、エグゼ6のみ隠し依頼を出現する「イベントカード」も含む、全499枚のカードが本作に全て収録されている。限定チップと同じく、過去の次世代ワールドホビーフェアなどのイベント、店頭などの景品に配布された改造カードも全て収録されている。
本作の新機能として「バスターMAXモード」が全作品に搭載されており、この機能を使用することで、ロックバスターの威力が100倍に上昇して、戦闘を簡単に進めることが可能となっている（チャージショットでは適応されない）。ただし、通信対戦では使用できないようになっている。

## 収録タイトル
ダウンロード版は収録タイトルを分けて、2本に分割して発売。パッケージ版はソフト1本にまとめて収録されているが、ゲーム選択ではダウンロード版と同じように、2本に分割した状態で表示される。
ロックマンエグゼ アドバンスドコレクション Vol.1
- バトルネットワーク ロックマンエグゼ
- バトルネットワーク ロックマンエグゼ2
- バトルネットワーク ロックマンエグゼ3
- バトルネットワーク ロックマンエグゼ3 BLACK

ロックマンエグゼ アドバンスドコレクション Vol.2
- ロックマンエグゼ4 トーナメント レッドサン
- ロックマンエグゼ4 トーナメント ブルームーン
- ロックマンエグゼ5 チーム オブ ブルース
- ロックマンエグゼ5 チーム オブ カーネル
- ロックマンエグゼ6 電脳獣グレイガ
- ロックマンエグゼ6 電脳獣ファルザー

## 漫画
2023年3月27日、本作の発売を記念して、漫画『ロックマンエグゼ〜20年ぶりの同窓会〜』が公式サイトやコロコロオンラインで公開された。『月刊コロコロコミック』（小学館）で『ロックマンエグゼ』を連載した鷹岬諒による描きおろしの内容である。